# Maciej Krzeptowski
Maciej Krzeptowski (ur. 29 września 1938 w Rabce) – doktor nauk przyrodniczych, biolog, żeglarz, kapitan jachtowy, podróżnik, członek JK AZS Szczecin i Bractwa Wybrzeża – Mesy Kaprów Polskich, prawnuk Sabały. Honorowy Ambasador Szczecina. Członek Yacht Klubu Rzeczypospolitej Polskiej (YKRP) i Rady Programowej Polskiej Fundacji Morskiej.

## Życiorys
Absolwent biologii Uniwersytetu Poznańskiego, tytuł doktora nauk przyrodniczych zdobył na Akademii Rolniczej w Szczecinie. 
Żeglarstwo zaczął uprawiać w Jacht Klubie AZS w Poznaniu. Następnie pływał na jeziorze Miedwie (Pojezierze Zachodniopomorskie) i Pojezierzu Mazurskim, uczestniczył w rejsach po Bałtyku na jachtach Klubu Morskiego Pogoń oraz w Regatach Bermudzkich na „Darze Szczecina” (1972).
W latach 1972–1981 był zatrudniony na stanowisku ichtiologa w Morskim Instytucie Rybackim w Świnoujściu. Odbywał wówczas rejsy na łowiska Afryki Zachodniej oraz brał udział w Pierwszej Polskiej Morskiej Ekspedycji Antarktycznej 1975–1976.
W latach 2000–2003 prowadził jacht Ludomira Mączki SY Maria w części jej drugiego rejsu dookoła świata. Celem wyprawy, oprócz wyczynu żeglarskiego, było zebranie zbiorów muzealnych (geologicznych, przyrodniczych i etnograficznych) oraz prowadzenie badań naukowych w zakresie przyrody morza. Jacht zawinął do kilkudziesięciu portów morskich w 30 krajach.
Trasa okołoziemskiej podróży, rozpoczętej przez Ludomira Mączkę w roku 1999, wiodła szlakiem Magellana przez Wyspy Zielonego Przylądka, Montevideo (port zamustrowania Macieja Krzeptowskiego), Cieśninę Magellana, Kanały Patagonii, Castro, Valdivia, Wyspę Robinsona Cruzoe, archipelagi: San Juan Fernandez, Markizy, Samoa i Tonga, Nową Zelandię (Auckland), Wielką Rafę Australijską, Cieśninę Torresa, Komory, Madagaskar, Durban, Przylądek Dobrej Nadziei, wyspę Św. Heleny, wyspy Fernando de Noronha, wyspy Salut (Gujana Francuska), Barbados na Karaibach i Azory z powrotem do Polski.
Autor wystaw muzealnych: „Przyroda morza”, „Polacy w wyprawach polarnych” i „Marią przez Pacyfik” (pracował wówczas w Muzeum Narodowym w Szczecinie). Autor książek i artykułów.
Wyróżniony (razem z Ludomirem Mączką) Kolosem 2003 w kategorii żeglarstwo za wyprawę „Marią” dookoła świata.

## Twórczość (wybór)
- „Biologia, połowy i zasoby sardynki (S. pilchardus Walb.) z rejonu Sahary Zachodniej w latach 1972-1977”, Wydawn. Morskiego Instytutu Rybackiego, Gdynia 1979
- „Marią dookoła świata dwadzieścia lat później”, Wydawnictwo Poznaj Świat, Warszawa 2005, ISBN 83-7380-233-9
- „Pół wieku i trzy oceany” Morski Instytut Rybacki, Gdynia 2006, ISBN 83-917532-8-X
- „Mam na imię Ludomir = My name is Ludomir”, Oficyna In Plus, Wołczkowo 2008,  ISBN 978-83-89402-64-6 (współautor Wojciech Jacobson)
- „Zasolony król”,  Morski Instytut Rybacki - Państwowy Instytut Badawczy, Gdynia 2012, ISBN 978-83-61650-05-8 (współautor Janina Krzeptowska)